# Dżudajdat asz-Szarkijja
Dżudajdat asz-Szarkijja (arab. جديدة الشرقية) – miejscowość w Syrii, w muhafazie Hims. W 2004 roku liczyła 2517 mieszkańców.